# Exposição Universal de 1900

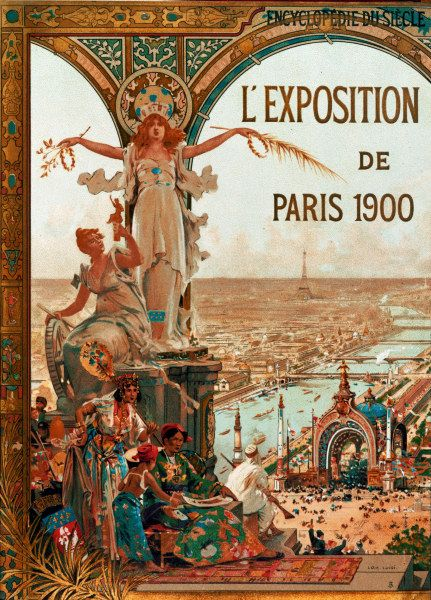
Poster da Exposição Universal de 1900. Edições Montgredien et Cie, Paris.

A Exposition Universelle de 1900, mais conhecida em português como Exposição Universal de 1900, foi uma feira mundial realizada em Paris, França, de 14 de abril a 12 de novembro de 1900, para celebrar as conquistas do século passado e acelerar o desenvolvimento para o próximo.

## História
Foi realizado na esplanada de Les Invalides, o Champ de Mars, o Trocadéro e nas margens do Sena entre eles, com uma seção adicional no Bois de Vincennes, e foi visitado por mais de 50 milhões de pessoas. Muitos congressos internacionais e outros eventos foram realizados no âmbito da Exposição, incluindo os Jogos Olímpicos de Verão de 1900.
Muitas inovações tecnológicas foram exibidas na Feira, incluindo a roda gigante Grande Roue de Paris, a calçada rolante Rue de l'Avenir, a primeira linha regular de trólebus de passageiros, escadas rolantes, motores a diesel, carros elétricos, baterias de células secas, carros de bombeiros elétricos, filmes falados, o telégrafo (o primeiro gravador de áudio magnético), o galalith e as bonecas matryoshka. Também chamou a atenção internacional para o estilo Art Nouveau. Além disso, apresentou a França como uma grande potência colonial através de vários pavilhões construídos na colina do Palácio do Trocadéro.
As principais estruturas construídas para a Exposição incluem o Grand Palais, o Petit Palais, a Ponte Alexandre III, a estação ferroviária Gare d'Orsay e as entradas das estações de metrô de Paris de Hector Guimard; todos eles permanecem até hoje, incluindo duas entradas originais de Guimard.

## Organização
A primeira exposição internacional foi realizada em Londres em 1851. O imperador francês Napoleão III compareceu e ficou profundamente impressionado. Ele encomendou a primeira Exposição Universal de Paris de 1855. Seu objetivo era promover o comércio, a tecnologia e a cultura francesa. Seguiu-se outro em 1867 e, após a queda do imperador em 1870, outro em 1878, celebrando a unidade nacional após a derrota da Comuna de Paris, e depois, em 1889, celebrando o centenário da Revolução Francesa.

O planejamento para a Exposição de 1900 começou em 1892, sob o presidente Carnot, com Alfred Picard como comissário-geral. Três presidentes franceses e dez ministros do Comércio ocuparam o cargo antes de ser concluído. O presidente Carnot morreu pouco antes de ser concluído. Embora muitos dos edifícios não tenham sido concluídos, a exposição foi inaugurada em 14 de abril de 1900 pelo presidente Émile Loubet.

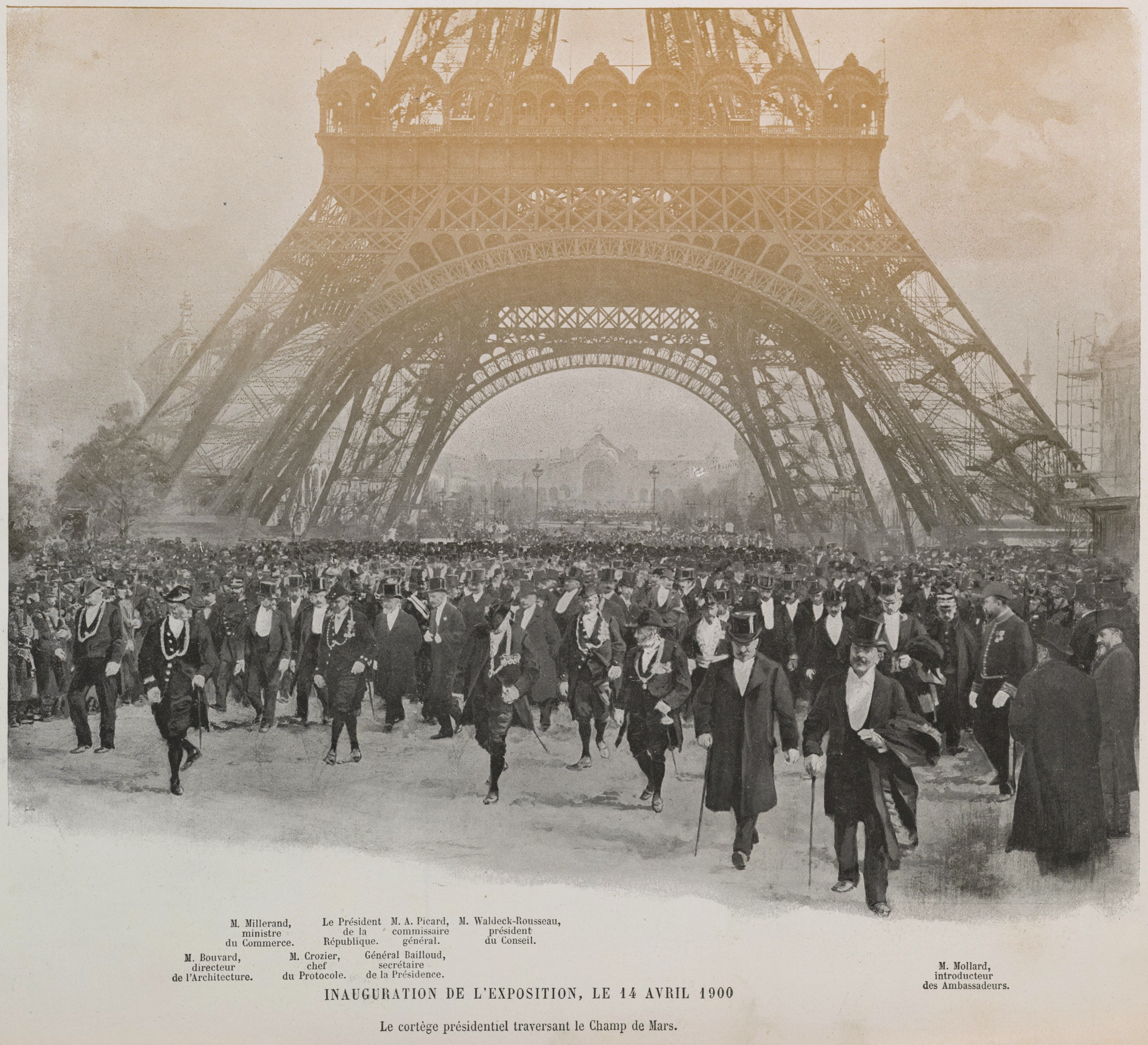
Cerimônia de abertura em 14 de abril de 1900

### Nações participantes
Países de todo o mundo foram convidados pela França para mostrar suas conquistas e culturas. Dos cinquenta e seis países convidados a participar com representação oficial, quarenta aceitaram, além de um número adicional de colônias e protetorados da França, Holanda, Grã-Bretanha e Portugal.
| \| - Andorra - Áustria - Bélgica - Bósnia e Herzegovina - Bulgária - China - Dinamarca - Equador - França - Alemanha - Grã-Bretanha - Grécia - Guatemala - Hungria \| - Itália - Japão - Coréia - Libéria - Luxemburgo - México - Mónaco - Marrocos - Países Baixos - Nicarágua - Noruega - Estado Livre de Orange - Pérsia - Peru \| - Portugal - Romênia - Rússia - El Salvador - San Marino - Sérvia e Montenegro - Siam - República Sul-Africana - Espanha - Suécia - Suíça - Turquia - Estados Unidos \| | | |
| - Andorra - Áustria - Bélgica - Bósnia e Herzegovina - Bulgária - China - Dinamarca - Equador - França - Alemanha - Grã-Bretanha - Grécia - Guatemala - Hungria | - Itália - Japão - Coréia - Libéria - Luxemburgo - México - Mónaco - Marrocos - Países Baixos - Nicarágua - Noruega - Estado Livre de Orange - Pérsia - Peru | - Portugal - Romênia - Rússia - El Salvador - San Marino - Sérvia e Montenegro - Siam - República Sul-Africana - Espanha - Suécia - Suíça - Turquia - Estados Unidos |

Áustria, Bósnia-Herzegovina e Hungria participaram como nações independentes, embora pertencessem à Áustria-Hungria naquela época. A Finlândia, apesar de ter um pavilhão nacional localizado na Rue des Nations, participou oficialmente como parte da Rússia. O Egito, também com pavilhão próprio, participou como parte da Turquia. Os poucos expositores de países sem presença oficial na Feira participaram sob uma "Seção Internacional" conjunta.
Entre as colônias e protetorados presentes na Feira estavam Argélia Francesa, Camboja, Congo, Daomé, Guadalupe, Guiana, Guiné, Índia, Indochina, Costa do Marfim, Laos, Madagascar, Martinica, Mayotte, Nova Caledônia, Oceania, Reunião, Senegal, Somalilândia, Sudão, Tonkin, Tunísia, África Ocidental, São Pedro e Miquelon, Índias Orientais Holandesas, Canadá Britânico, Ceilão, Índia e Austrália Ocidental e as colônias portuguesas.